# 구 금남금융조합
구 금남금융조합은 전라남도 나주시 금계동 19번지에 있는 건축물이다. 2011년 7월 26일 나주시의 향토문화유산 제24호로 지정되었다.

## 지정 사유
금남금융조합 건물은 장식을 통해 서양의 양식건축을 충실히 따르려는 의도가 보이는 한국 근대건축의 전형적인 모습을 갖추고 있고, 외관은 당시의 관공서 건축양식을 온전히 보존하고 있다.